# Pierre S. du Pont
Pierre Samuel du Pont (Wilmington, Delaware, 15 de enero de 1870- Kennett Square, Pensilvania, 4 de abril de 1954) fue un empresario estadounidense. Fue presidente de DuPont Corporation desde 1915 hasta 1919, y formó parte de su consejo de administración hasta 1940. También gestionó General Motors desde 1915 hasta 1920, convirtiéndose en el presidente de la compañía en 1920, además de ocupar un cargo en el consejo de administración hasta 1928.

## Descendencia
Du Pont fue nombrado con el apellido que tenía su tatara-tatara-abuelo, Pierre Samuel du Pont de Nemours, un economista francés. Ese antepasado emigró junto a sus familiares a Estados Unidos, incluyendo su hijo, Eleuthère Irénée du Pont,
que fundó la compañía DuPont en 1802, y cuyos descendientes formarían una de las más ricas dinastías empresariales estadounidenses de los dos siglos siguientes.

## Primeros años y educación
Pierre S. du Pont nació el 15 de enero de 1870 en Wilmington, (Delaware), hijo de Lammont du Pont. Se graduó con un grado en química en el MIT en 1890 y se convirtió en superintendente asistente en Brandwyne Mills.

## Temprana carrera empresarial
Él y su primo Francis Gurney du Pont desarrollaron la primera pólvora sin humo en 1892 en la planta del Municipio de Carneys Point en Nueva Jersey.
La mayor parte de la década de 1890 la pasó trabajando en la gestión de una empresa siderúrgica en parte propiedad de DuPont (principalmente por T. Coleman du Pont), la Johnson Street Rail Company en Johnstown (Pensilvania). Allí él aprendió a lidiar con el dinero del presidente de la compañía, Arthur Moxham. En 1899, insatisfecho con cómo era la gestión conservadora de los DuPont, renunció y se hizo cargo de la compañía Johnson. En 1901, mientras que DuPont estaba supervisando la liquidación de los activos de la compañía Johnson en Lorain, Ohio, empleó a John J. Raskob como secretario privado, comenzando una larga y rentable relación profesional y personal entre los dos.

## Expansión de los DuPont
Él y sus primos, Alfred I. du Pont y T. Coleman du Pont compraron E.I du Pont de Nemours y compañía en 1902, con el fin de mantener la empresa en manos de la familia, después de la muerte de su presidente, Eugene I. du Pont. Se dedicaron a la compra de las empresas más pequeñas de polvo. Hasta 1914, durante la enfermedad de Coleman du Pont, Pierre du Pont se desempeñó como vicepresidente ejecutivo, tesorero y presidente en funciones. En 1915, un grupo encabezado por Pierre, que incluyó a los forasteros, compró las acciones de Coleman. Alfred se sintió ofendido y demandó a Pierre por abuso de confianza. El caso se resolvió a favor de Pierre cuatro años más tarde, pero su relación con Alfred se deterioró mucho, y no hablaron después de eso.
Pierre se desempeñó como presidente de DuPont hasta 1919. Dio a la empresa DuPont una estructura de gestión y políticas contables modernas y creó el concepto de regreso a la inversión principal. Durante la Primera Guerra Mundial, la compañía creció muy rápidamente debido a los anticipos sobre contratos de municiones aliadas. También estableció muchos otros intereses de DuPont en otras industrias.
En 1927 fue elegido miembro honorario de la Sociedad de los Cincinnati.

## General Motors
du Pont era una figura importante en el éxito de General Motors, con la construcción de una inversión personal considerable en la empresa, así como apoyo de la propuesta de Raskob du Pont, para invertir en la empresa de automóviles. Pierre du Pont renunció a la presidencia de GM en respuesta a la controversia del presidente de General Motors, Alfred P. Sloan, con Raskob sobre la participación de Raskob en el comité nacional demócrata. Cuando Pierre se retiró de su consejo de administración, General Motors era la empresa más grande del mundo.

## Retiro y legado
Pierre se retiró de la junta directiva de du Pont en 1940. También fue miembro de la junta de educación del estado de Delaware y donó millones a las escuelas públicas de esa ciudad, parte del dinero fue destinado para la  financiación de las escuelas en ruinas de la población negra de Estados Unidos.
Murió el 4 de abril de 1954.
Un edificio en la Universidad de Delaware tiene su nombre en su honor.
Pierre es famoso por abrir al público su patrimonio personal, Longwood Gardens, con sus bellos jardines, fuentes e invernaderos. Fue soltero hasta los 45 años. Se casó con su prima Alice Belin en 1915 después de la muerte de su madre y no tuvieron hijos.